# Reprezentacja Wielkiej Brytanii na żużlu
Reprezentacja Wielkiej Brytanii na żużlu – grupa żużlowców reprezentujących Wielką Brytanię w sportowych imprezach międzynarodowych. Za jej funkcjonowanie odpowiedzialny jest Auto-Cycle Union (ACU).
Nie jest ona reprezentacją Zjednoczonego Królestwa Wielkiej Brytanii i Irlandii Północnej, a wyłącznie Wielkiej Brytanii (Anglia, Szkocja i Walia). Sport motocyklowy w Irlandii Północnej jest zarządzany przez irlandzki związek Motor Cycle Union of Ireland (MCUI).
W latach 1962–1973 w rozgrywkach o drużynowe mistrzostwo świata nie występowały reprezentacje Australii i Nowej Zelandii, a zawodnicy z tych krajów startowali w reprezentacji Wielkiej Brytanii (de facto Wspólnoty Narodów).
W latach 70. XX wieku przez kilka lat w mistrzostwach świata par oraz w drużynowych mistrzostwach świata startowała zarządzana przez Scottish Auto Cycle Union (SACU) reprezentacja Szkocji, która posiadała prawo osobnego startu. W tym czasie reprezentacja zarządzana przez ACU występowała jako reprezentacja Anglii.

## Kadra
Następujący żużlowcy zostali powołani do kadry przez duet trenerski Simona Steada i Olivera Allena na sezon 2022:
Seniorzy:
- Daniel Bewley
- Adam Ellis
- Chris Harris
- Robert Lambert
- Tai Woffinden
- Steve Worrall

U-21:
- Kyle Bickley
- Leon Flint
- Drew Kemp

W trakcie sezonu na poszczególne mecze powoływani byli również Charles Wright, Craig Cook, Kyle Howarth (seniorzy) oraz Tom Brennan, Sam Hagon i Jordan Palin (juniorzy).

## Osiągnięcia

### Mistrzostwa świata
Drużynowe mistrzostwa świata
- 1. miejsce (11): 1968, 1971, 1972, 1973, 1974, 1975, 1977, 1980, 1989, 2021, 2024
- 2. miejsce (17): 1960, 1962, 1969, 1970, 1978, 1981, 1983, 1984, 1987, 1990, 1995, 2000, 2004, 2016, 2018, 2022, 2023
- 3. miejsce (9): 1959[b], 1961, 1963, 1964, 1965, 1967[c], 1985, 1986, 1992, 2006

Drużynowe mistrzostwa świata juniorów
- 2. miejsce (2): 2007, 2019
- 3. miejsce (4): 2018, 2020, 2021, 2022

Mistrzostwa świata par
- 1. miejsce (7): 1972, 1976, 1977, 1978, 1980, 1983, 1984
- 2. miejsce (6): 1979, 1982, 1985, 1987, 1988, 1992
- 3. miejsce (2): 1970, 1989

Indywidualne mistrzostwa świata
- 1. miejsce (12):
  - 1949 – Tommy Price
  - 1950 – Freddie Williams
  - 1953 – Freddie Williams
  - 1955 – Peter Craven
  - 1962 – Peter Craven
  - 1976 – Peter Collins
  - 1980 – Michael Lee
  - 1992 – Gary Havelock
  - 2000 – Mark Loram
  - 2013 – Tai Woffinden
  - 2015 – Tai Woffinden
  - 2018 – Tai Woffinden
- 2. miejsce (16):
  - 1936 – Eric Langton
  - 1949 – Jack Parker
  - 1950 – Wally Green
  - 1951 – Split Waterman
  - 1952 – Freddie Williams
  - 1953 – Split Waterman
  - 1954 – Brian Crutcher
  - 1976 – Malcolm Simmons
  - 1977 – Peter Collins
  - 1978 – Gordon Kennett
  - 1980 – Dave Jessup
  - 1982 – Les Collins
  - 1989 – Simon Wigg
  - 2016 – Tai Woffinden
  - 2020 – Tai Woffinden
  - 2024 – Robert Lambert
- 3. miejsce (12):
  - 1949 – Louis Lawson
  - 1952 – Bob Oakley
  - 1956 – Arthur Forrest
  - 1957 – Peter Craven
  - 1960 – Peter Craven
  - 1975 – John Louis
  - 1979 – Michael Lee
  - 1983 – Michael Lee
  - 1986 – Kelvin Tatum
  - 1989 – Jeremy Doncaster
  - 1993 – Chris Louis
  - 2017 – Tai Woffinden

Indywidualne mistrzostwa świata juniorów
- 1. miejsce (3):
  - 1984[d] – Marvyn Cox
  - 1987[d] – Gary Havelock
  - 1990 – Chris Louis
  - 1993 – Joe Screen
  - 1999 – Lee Richardson
- 2. miejsce (3):
  - 1977[d] – Joe Owen
  - 1978[d] – Kevin Jolly
  - 1982[d] – Mark Courtney
  - 1984[d] – Neil Evitts
  - 1989 – Chris Louis
  - 1992 – Mark Loram
  - 2003 – Chris Harris
- 3. miejsce (5):
  - 1977[d] – Les Collins
  - 1978[d] – Neil Middleditch
  - 1983[d] – Marvyn Cox
  - 1987[d] – Sean Wilson
  - 1992 – Joe Screen
  - 1997 – Scott Nicholls
  - 2002 – David Howe
  - 2016 – Robert Lambert
  - 2018 – Robert Lambert

### Mistrzostwa Europy
Drużynowe mistrzostwa Europy
- 3. miejsce (2): 2022, 2023

Drużynowe mistrzostwa Europy juniorów
- 3. miejsce (2): 2022, 2025

Mistrzostwa Europy par
- 3. miejsce (1): 2024

Mistrzostwa Europy par juniorów
- 3. miejsce (1): 2021

Indywidualne mistrzostwa Europy
- 1. miejsce (1):
  - 2020 – Robert Lambert
- 3. miejsce (1):
  - 2018 – Robert Lambert

Indywidualne mistrzostwa Europy juniorów
- 1. miejsce (1):
  - 2017 – Robert Lambert

### Pozostałe
World Games
- 1. miejsce (1):
  - 1985 – Jeremy Doncaster[e]
- 2. miejsce (1):
  - 1985 – Kenny Carter[f]

Indywidualny Puchar Mistrzów
- 3. miejsce (2):
  - 1987 – Neil Evitts
  - 1990 – Simon Wigg

Indywidualny Puchar Europy U-19
- 1. miejsce (1):
  - 2017 – Robert Lambert

Indywidualne mistrzostwa Oceanii
- 1. miejsce (1):
  - 2022 – Adam Ellis
- 2. miejsce (1):
  - 2024 – Tai Woffinden
- 3. miejsce (2):
  - 2019 – Daniel Bewley
  - 2022 – Tai Woffinden

## Brytyjscy Mistrzowie Świata
| Imię i nazwisko  | Tytuły MŚ | Indywidualni (1936–1938, od 1949) | Indywidualni (1936–1938, od 1949)  | Pary (1970–1993) | Pary (1970–1993)       | Drużynowi (od 1960) | Drużynowi (od 1960)          | Tytuły MŚJ | Indywidualni U-21 (od 1988) | Indywidualni U-21 (od 1988) | Drużynowi U-21 (od 2005) | Drużynowi U-21 (od 2005) | Tytuły łącznie |
| Imię i nazwisko  | Tytuły MŚ | Łącznie                           | Lata                               | Łącznie          | Lata                   | Łącznie             | Lata                         | Tytuły MŚJ | Łącznie                     | Lata                        | Łącznie                  | Lata                     | Tytuły łącznie |
| ---------------- | --------- | --------------------------------- | ---------------------------------- | ---------------- | ---------------------- | ------------------- | ---------------------------- | ---------- | --------------------------- | --------------------------- | ------------------------ | ------------------------ | -------------- |
| Martin Ashby     | 2         |                                   |                                    |                  |                        | 2                   | 1968, 1975                   |            |                             |                             |                          |                          | 2              |
| Terry Betts      | 3         |                                   |                                    | 1                | 1972                   | 2                   | 1973, 1974                   |            |                             |                             |                          |                          | 3              |
| Daniel Bewley    | 2         |                                   |                                    |                  |                        | 2                   | 2021, 2024                   |            |                             |                             |                          |                          | 2              |
| Nigel Boocock    | 1         |                                   |                                    |                  |                        | 1                   | 1968                         |            |                             |                             |                          |                          | 1              |
| Tom Brennan      | 2         |                                   |                                    |                  |                        | 2                   | 2021, 2024                   |            |                             |                             |                          |                          | 2              |
| Kenny Carter     | 1         |                                   |                                    | 1                | 1983                   |                     |                              |            |                             |                             |                          |                          | 1              |
| Peter Collins    | 10        | 1                                 | 1976                               | 4                | 1977, 1980, 1983, 1984 | 5                   | 1973, 1974, 1975, 1977, 1980 |            |                             |                             |                          |                          | 10             |
| Peter Craven     | 2         | 2                                 | 1955, 1962                         |                  |                        |                     |                              |            |                             |                             |                          |                          | 2              |
| Simon Cross      | 1         |                                   |                                    |                  |                        | 1                   | 1989                         |            |                             |                             |                          |                          | 1              |
| John Davis       | 2         |                                   |                                    |                  |                        | 2                   | 1977, 1980                   |            |                             |                             |                          |                          | 2              |
| Jeremy Doncaster | 1         |                                   |                                    |                  |                        | 1                   | 1989                         |            |                             |                             |                          |                          | 1              |
| Gary Havelock    | 1         | 1                                 | 1992                               |                  |                        |                     |                              |            |                             |                             |                          |                          | 1              |
| Norman Hunter    | 1         |                                   |                                    |                  |                        | 1                   | 1968                         |            |                             |                             |                          |                          | 1              |
| Dave Jessup      | 6         |                                   |                                    | 1                | 1980                   | 5                   | 1973, 1974, 1975, 1977, 1980 |            |                             |                             |                          |                          | 6              |
| Gordon Kennett   | 1         |                                   |                                    | 1                | 1978                   |                     |                              |            |                             |                             |                          |                          | 1              |
| Robert Lambert   | 2         |                                   |                                    |                  |                        | 2                   | 2021, 2024                   |            |                             |                             |                          |                          | 2              |
| Michael Lee      | 3         | 1                                 | 1980                               |                  |                        | 2                   | 1977, 1980                   |            |                             |                             |                          |                          | 3              |
| Mark Loram       | 1         | 1                                 | 2000                               |                  |                        |                     |                              |            |                             |                             |                          |                          | 1              |
| Chris Louis      |           |                                   |                                    |                  |                        |                     |                              | 1          | 1                           | 1990                        |                          |                          | 1              |
| John Louis       | 4         |                                   |                                    | 1                | 1976                   | 3                   | 1972, 1974, 1975             |            |                             |                             |                          |                          | 4              |
| Chris Morton     | 2         |                                   |                                    | 1                | 1984                   | 1                   | 1980                         |            |                             |                             |                          |                          | 2              |
| Tommy Price      | 1         | 1                                 | 1949                               |                  |                        |                     |                              |            |                             |                             |                          |                          | 1              |
| Lee Richardson   |           |                                   |                                    |                  |                        |                     |                              | 1          | 1                           | 1999                        |                          |                          | 1              |
| Joe Screen       |           |                                   |                                    |                  |                        |                     |                              | 1          | 1                           | 1993                        |                          |                          | 1              |
| Malcolm Simmons  | 7         |                                   |                                    | 3                | 1976, 1977, 1978       | 4                   | 1973, 1974, 1975, 1977       |            |                             |                             |                          |                          | 7              |
| Kelvin Tatum     | 1         |                                   |                                    |                  |                        | 1                   | 1989                         |            |                             |                             |                          |                          | 1              |
| Paul Thorp       | 1         |                                   |                                    |                  |                        | 1                   | 1989                         |            |                             |                             |                          |                          | 1              |
| Simon Wigg       | 1         |                                   |                                    |                  |                        | 1                   | 1989                         |            |                             |                             |                          |                          | 1              |
| Freddie Williams | 2         | 2                                 | 1950, 1953                         |                  |                        |                     |                              |            |                             |                             |                          |                          | 2              |
| Ray Wilson       | 5         |                                   |                                    | 1                | 1972                   | 4                   | 1971, 1972, 1973, 1974       |            |                             |                             |                          |                          | 5              |
| Tai Woffinden    | 4         | 3                                 | 2013, 2015, 2018                   |                  |                        | 1                   | 2021                         |            |                             |                             |                          |                          | 4              |
| Jim Airey        | 1         |                                   |                                    |                  |                        | 1                   | 1971                         |            |                             |                             |                          |                          | 1              |
| Barry Briggs     | 6         | 4                                 | 1957, 1958, 1964, 1966             |                  |                        | 2                   | 1968, 1971                   |            |                             |                             |                          |                          | 6              |
| Ivan Mauger      | 11        | 6                                 | 1968, 1969, 1970, 1972, 1977, 1979 | 1                | 1970                   | 4                   | 1968, 1971, 1972, 1979       |            |                             |                             |                          |                          | 11             |
| Ronnie Moore     | 5         | 2                                 | 1954, 1959                         | 1                | 1970                   | 2                   | 1971, 1972                   |            |                             |                             |                          |                          | 5              |

## Brytyjscy Mistrzowie Europy
| Imię i nazwisko | Tytuły ME | Indywidualni (od 2001) | Indywidualni (od 2001) | Pary (od 2004) | Pary (od 2004) | Drużynowi (od 2022) | Drużynowi (od 2022) | Tytuły MEJ | Indywidualni U-19 (od 1998) | Indywidualni U-19 (od 1998) | Pary U-19 (od 2021) | Pary U-19 (od 2021) | Drużynowi U-24 (od 2008) | Drużynowi U-24 (od 2008) | Tytuły łącznie |
| Imię i nazwisko | Tytuły ME | Łącznie                | Lata                   | Łącznie        | Lata           | Łącznie             | Lata                | Tytuły MEJ | Łącznie                     | Lata                        | Łącznie             | Lata                | Łącznie                  | Lata                     | Tytuły łącznie |
| --------------- | --------- | ---------------------- | ---------------------- | -------------- | -------------- | ------------------- | ------------------- | ---------- | --------------------------- | --------------------------- | ------------------- | ------------------- | ------------------------ | ------------------------ | -------------- |
| Robert Lambert  | 1         | 1                      | 2020                   |                |                |                     |                     | 1          | 1                           | 2017                        |                     |                     |                          |                          | 2              |